# 가자마우라촌
가자마우라촌(일본어: 風間浦村)은 일본 아오모리현 시모키타군의 촌이자 시모키타반도 북부, 쓰가루 해협과 접한 혼슈 최북단 촌이다.
마을 면적의 대부분을 오소레잔 산지를 구성하는 산지가 차지한다.

## 지리
아오모리현 시모키타반도 북부에 위치한다. 오소레잔 산지를 구성하는 산들이 바다까지 뻗어 있고 조금 존재하는 평야부에 취락이 점재한다. 중심이 되는 취락은 이코쿠마 지구, 헤비우라 지구, 시모후로 지구로 시모후로 지구는 일찍부터 탕치장으로 알려져 있다.

## 역사
- 1889년 - 시모후로촌, 이코쿠마촌, 헤비우라촌의 합병으로 가자마우라촌이 되었다. 촌명은 합병 전의 각각의 촌에서 한 글자씩 취해 맞춘 것이다.

## 교통

### 도로
- 국도 279호선(일본어판)

## 인구
| 연도 | 인구  | ±%     |
| ---- | ----- | ------ |
| 1920 | 3,679 | —      |
| 1930 | 4,346 | +18.1% |
| 1940 | 4,237 | −2.5%  |
| 1950 | 4,775 | +12.7% |
| 1960 | 4,945 | +3.6%  |
| 1970 | 4,243 | −14.2% |
| 1980 | 3,917 | −7.7%  |
| 1990 | 3,295 | −15.9% |
| 2000 | 2,793 | −15.2% |
| 2010 | 2,465 | −11.7% |

## 방송
1980년대 초까지 아오모리현에 있는 텔레비전 방송국들이 이 지역을 방송구역으로 하는 중계국을 설치하지 않은 관계로 아오모리현 지역방송을 볼 수 없어 바다 건너에 있는 홋카이도에 설치된 하코다테야마 송신소를 통해 홋카이도의 텔레비전 방송을 시청했다.
이후 이 지역을 방송구역으로 하는 TV 중계국이 개국했지만 수신 상태가 좋지 않아 촌에서 직접 운영하는 유선방송국인 가자마우라 촌영 공청시스템을 통해 TV를 시청하는 사람들이 많았으며 이 때문에 디지털 방송 전환 당시 촌에 있는 모든 가구가 공청시스템에 가입하면서 디지털TV 전환을 완료하였다.